# Tayisiya Morderger
Tayisiya „Taya“ Morderger (* 7. März 1997 in Kiew, Ukraine) ist eine deutsche Tennisspielerin. Sie ist die Zwillingsschwester von Yana Morderger, die ebenfalls professionell Tennis spielt.

## Karriere
Morderger, deren Vater Vitali Diplom-Tennistrainer und deren Mutter Julia Diplom-Betriebswirtin ist, begann im Alter von sechs Jahren mit dem Tennissport. Sie spielt hauptsächlich Turniere der ITF Women’s World Tennis Tour, bei denen sie bislang fünf Einzel- und 14 Doppeltitel gewonnen hat.
Die Zwillingsschwestern Morderger, die schon in jungen Jahren als große Nachwuchstalente galten, führten im Alter von zwölf Jahren die Ranglisten des Westfälischen Tennisverbandes sowie später auch die gesamtdeutsche Rangliste der Jugendlichen an. 2012 bei den U16-Juniorinnen sowie 2013 bei den U18-Juniorinnen wurde Tayisiya Morderger mit ihrer Zwillingsschwester Deutsche Meisterin im Doppel.
Ihr erstes Turnier bei den Profis bestritt Tayisiya Morderger im April 2011 im belgischen Tessenderlo, ihr erster Sieg auf ITF-Ebene gelang ihr als 15-Jährige in Versmold. Ihr erstes Halbfinale erreichte sie im Jahr darauf in Kreuzlingen; sie unterlag nur knapp der damaligen Top-200-Spielerin Timea Bacsinszky mit 6:3, 3:6 und 6:72. Wiederum ein Jahr später gelang ihr im niederländischen Enschede der erste Turniersieg, als sie dort das Endspiel gegen Nina Zander in drei Sätzen gewann.
Auf der WTA Tour erhielt Morderger sowohl für die Qualifikation zum Porsche Tennis Grand Prix 2014 als auch für die Qualifikation zum Nürnberger Versicherungscup 2014 eine Wildcard; sie scheiterte jeweils bereits in der ersten Runde der Qualifikation.
Beim ITF Women’s Circuit UBS Thurgau 2015 ging sie im Doppel mit ihrer Zwillingsschwester an den Start; sie kamen nicht über die erste Runde hinaus. Bei den Altenkirchen Ladies Open 2016 unterlagen sie in der ersten Runde mit 6:3, 4:6 und [9:11] knapp der Paarung Georgina García Pérez/Polina Leikina.

## Sonstiges
2018 nahm Morderger an der RTL-Sendung Bauer sucht Frau teil. Zusammen mit ihrer Zwillingsschwester Yana nahm sie 2020 an der Reality-Show Kampf der Realitystars – Schiffbruch am Traumstrand teil. Im September 2020 war sie mit ihrer Zwillingsschwester Kandidatin in der Quizshow Genial oder Daneben? Im September 2022 reiste sie in der taff-Wochenserie Pärchenurlaub zu dritt mit ihrer Zwillingsschwester und deren Freund nach Malta.

## Turniersiege

### Einzel
| Nr. | Datum             | Turnier  | Kategorie   | Belag | Finalgegnerin       | Ergebnis        |
| --- | ----------------- | -------- | ----------- | ----- | ------------------- | --------------- |
| 1.  | 25. August 2013   | Enschede | ITF $10.000 | Sand  | Nina Zander         | 6:4, 6:73, 6:2  |
| 2.  | 13. November 2016 | Antalya  | ITF $10.000 | Sand  | Dana Kremer         | 6:2, 6:2        |
| 3.  | 11. Dezember 2016 | Antalya  | ITF $10.000 | Sand  | Dia Ewtimowa        | 7:5, 6:1        |
| 4.  | 19. November 2017 | Iraklio  | ITF $15.000 | Sand  | Anastasia Dețiuc    | 7:5, 6:2        |
| 5.  | 17. November 2019 | Solarino | ITF W15     | Sand  | Nicole Fossa Huergo | 7:65, 6:77, 6:1 |

### Doppel
| Nr. | Datum              | Turnier                  | Kategorie   | Belag             | Partnerin      | Finalgegnerinnen                          | Ergebnis          |
| --- | ------------------ | ------------------------ | ----------- | ----------------- | -------------- | ----------------------------------------- | ----------------- |
| 1.  | 29. Oktober 2016   | Antalya                  | ITF $10.000 | Sand              | Yana Morderger | Arina Folts Kateryna Sliusar              | 3:6, 7:65, [10:6] |
| 2.  | 15. Januar 2017    | Antalya                  | ITF $15.000 | Sand              | Yana Morderger | Sofija Kowalez Kateryna Sliusar           | 3:6, 7:61, [10:6] |
| 3.  | 29. Juli 2017      | Les Contamines-Montjoie  | ITF $15.000 | Hartplatz         | Yana Morderger | Kerrie Cartwright Kariann Pierre-Louis    | 2:6, 6:4, [10:7]  |
| 4.  | 18. November 2017  | Iraklio                  | ITF $15.000 | Sand              | Yana Morderger | Anastasia Dețiuc Elina Nepli              | 6:2, 7:67         |
| 5.  | 24. November 2017  | Iraklio                  | ITF $15.000 | Sand              | Yana Morderger | Gabriela Duca Oana Gavrilă                | 6:4, 3:6, [10:8]  |
| 6.  | 29. September 2018 | Santa Margherita di Pula | ITF $25.000 | Sand              | Yana Morderger | Cao Siqi Ma Shuyue                        | 6:7, 7:6, [12:10] |
| 7.  | 22. März 2019      | Le Havre                 | ITF W15     | Sand              | Yana Morderger | Eléonora Molinaro Svenja Ochsner          | 6:4, 6:3          |
| 8.  | 16. November 2019  | Solarino                 | ITF W15     | Sand              | Yana Morderger | Emma Davis Nicole Fossa Huergo            | 6:2, 6:3          |
| 9.  | 23. November 2019  | Solarino                 | ITF W25     | Sand              | Yana Morderger | Olga Parres Azcoitia Ioana Loredana Roșca | 6:3, 6:4          |
| 10. | 30. November 2019  | Solarino                 | ITF W25     | Sand              | Yana Morderger | Sara Lanca Olga Parres Azcoitia           | 6:3, 6:3          |
| 11. | 18. März 2023      | Říčany                   | ITF W40     | Hartplatz (Halle) | Yana Morderger | Nigina Abduraimova Alena Fomina-Klotz     | 6:1, 4:6, [10:6]  |
| 12. | 21. Oktober 2023   | Hamburg                  | ITF W60     | Hartplatz (Halle) | Yana Morderger | Julija Awdejewa Jekaterina Maklakowa      | 6:1, 6:4          |
| 13. | 13. Januar 2024    | Esch-sur-Alzette         | ITF W15     | Hartplatz (Halle) | Yana Morderger | Josy Daems Anastassija Firman             | 6:2, 6:3          |
| 14. | 5. Oktober 2024    | Baza                     | ITF W35     | Hartplatz         | Yana Morderger | Nahia Berecoechea Alina Tscharajewa       | 6:3, 7:61         |